# Tihomir Blaškić
Tihomir Blaškić (2 de desembre de 1960, Brestovsko (Kiseljak), actual Bòsnia i Hercegovina) és un antic militar de l'Exèrcit Popular Iugoslau (JNA) i el Consell de Defensa Croat (HVO), condemnat per crims de guerra pel Tribunal Penal Internacional per a l'antiga Iugoslàvia (ICTY).

## Carrera militar
Blaškić es va graduar a l'acadèmia militar de Belgrad el 1983, i va convertir-se en oficial de l'Exèrcit Popular Iugoslau (JNA). El 1991 va deixar el JNA amb el rang de Major, i més tard es va sumar a la formació armada dels croats de Bòsnia i Hercegovina, el Consell de Defensa Croat (Hrvatsko Vijeći Obrane, HVO). Allí va obtenir el rang de Coronel, comandando unitats a Bòsnia central, durant la guerra de Bòsnia.

## Guerra de Bòsnia
Des del reconeixement internacional de la independència de Bòsnia i Hercegovina, el 6 d'abril de 1992, els enfrontaments armats van esclatar entre les diferents comunitats. Els croats de Bòsnia i Hercegovina van crear el Consell de Defensa Croat (HVO) el 8 d'abril de 1992, amb el suport de l'exèrcit croat (HV). Les zones sota el seu control es van incloure en la República Croata d'Herceg-Bòsnia (HZBH). A l'inici del conflicte, Blaškić tenia el rang de coronel dins de l'HVO. El 27 de juny de 1992, va ser ascendit a Comandant del Districte Regional de les Forces Armades a Bòsnia central. Des d'aquest lloc va comandar les tropes de l'HVO a la Vall de Lašva, a la zona central de Bòsnia i Hercegovina, poblada principalment per bosnians musulmans i croats. Entre maig de 1992 i gener de 1993, les tensions entre les dues comunitats van augmentar, i es van produir les primeres destruccions de mesquites i cases musulmanes, assassinats de civils i saquejos. Després de dos ultimátums llançats al gener i abril de 1993 als musulmans per a obligar-los a lliurar les seves armes, les forces croates sota el comandament directe de Tihomir Blaškić, van atacar diversos municipis de la vall. Les forces croates, del Consell de Defensa Croata i unitats paramilitars van saquejar i van incendiar cases i graners, van matar el bestiar, i van destruir o van danyar les mesquites. Per altra banda, van matar a civils sense distinció d'edat o sexe. Alguns van ser detinguts i deportats a centres de detenció, sent l'incident més greu la matança d'Ahmići.

## Acusació i judici
El 1996 el Tribunal Penal Internacional per a l'exIugoslàvia va acusar Blaškić dels crims comesos per les tropes sota el seu comandament contra els bosnis a Bòsnia central, en particular la Vall del Lašva, incloent violacions greus de les Convencions de Ginebra, violacions de les lleis o usos de guerra i crims contra la humanitat. En un primer moment, el primer ministre croat Franjo Tuđman va reaccionar a l'acusació nomenant Blaškić Inspector General de l'Exèrcit de Croàcia. Posteriorment, Blaškić va ser instat pels seus superiors a lliurar-se voluntàriament, i va acatar l'ordre. El seu judici es va iniciar el 24 de juny de 1997, i va ser condemnat a 45 anys de presó al març de 2000. El cas va anar a recurs fins a juliol de 2004 quan la cambra d'Apel·lació va desestimar 16 dels 19 càrrecs de l'acusació inicial, en particular l'afirmació que Blaškić era el màxim responsable de la massacre d'Ahmići, i que Ahmići no era un objectiu militar legítim. La decisió va deixar molts caps per lligar i va acceptar l'al·legació de la defensa que existia una "doble cadena de comandament". El plec d'apel·lacions no li va lliurar de tots els càrrecs, i es van mantenir alguns com el tracte inhumà a presoners de guerra. La condemna a Blaškić es va reduir a nou anys de presó, tenint en compte els atenuants de bon comportament, mal estat de salut, lliurament voluntari i tenir fills petits. La seva defensa va sol·licitar un alliberament ràpid, ja que ja havia complert vuit anys i quatre mesos, i la petició va ser concedida.%[5] El 29 de juliol de 2005 la fiscal cap de l'ICTY, Carla del Ponte, va presentar una moció per a nou judici, citant noves proves sobre la seva culpabilitat. La cambra d'apel·lacions va rebutjar aquesta proposta el 23 de novembre de 2006.